# Georg Alexander Rost
Georg Alexander Rost auch in den Schreibvarianten Georg A. Rost, G. A. Rost (* 13. März 1877 in Buchholz, Amtshauptmannschaft Annaberg, Königreich Sachsen; † 1. Juli 1970 in Berlin) war ein deutscher Dermatologe und Marinearzt.

## Leben

### Familie und Ausbildung
Der evangelisch getaufte, aus der Bergstadt Buchholz stammende Georg Alexander Rost, Sohn des Fabrikbesitzers Maximilian Rost und dessen Ehegattin Helene geborene Mauersberger, legte das Abitur 1895 am Königlichen Gymnasium in Dresden-Neustadt ab. Im Anschluss wandte er sich dem Studium der Medizin an der Rheinischen Friedrich-Wilhelms-Universität Bonn, der Universität Leipzig und der Christian-Albrechts-Universität zu Kiel zu, dort erfolgte 1902 seine Promotion zum Dr. med. Georg Alexander Rost vermählte sich im Jahr 1914 mit Ida geborene Becker. Er verstarb 1970 im hohen Alter von 93 Jahren in Berlin.

### Beruflicher Werdegang
Georg Alexander Rost trat im Jahr 1901 als Sanitätsoffizier in die Kaiserliche Marine ein. 1914 nahm er eine Oberarztstelle an der Universitätshautklinik Bonn an, im gleichen Jahr habilitierte er sich als Privatdozent für das Fach Dermatologie. 1915 folgte Georg Alexander Rost einem Ruf auf die außerordentliche Professur der Dermatologie an der Albert-Ludwigs-Universität Freiburg, zeitgleich wurde dem später zum ordentlichen Professor Ernannten die Leitung der Hautklinik übertragen. 1933 wurde er aufgrund seiner Mitgliedschaft in der Deutschen Demokratischen Partei vom Führer der Studentenschaft und einigen SA-Ärzten als politisch unzuverlässig denunziert und daraufhin im August des gleichen Jahres aus dem Dienst entlassen. Rost übersiedelte danach nach Berlin, dort eröffnete er eine fachärztliche Praxis. 1945 wurde er zum dirigierenden Arzt der Dermatologischen Klinik am Städtischen Krankenhaus Berlin-Spandau bestellt, 1951 legte er diese Funktion nieder. 1950 wurde der darüber hinaus medizinhistorisch interessierte Georg Alexander Rost zum Honorarprofessor an der Freien Universität Berlin ernannt, 1954 wurde der dort in diesem Fachgebiet Lehrende in den Ruhestand verabschiedet.
Georg Alexander Rost, Ehrenmitglied der Königlich Medizinischen Akademie zu Rom sowie zahlreicher Dermatologischer Gesellschaften Europas, befasste sich insbesondere mit Strahlentherapie sowie -biologie. Nach ihm sind die exsudativen Ekzematoide Rost benannt, ekzemartige, durch Erscheinung sowie Verlauf sich jedoch vom Ekzem unterscheidende Hautkrankheiten (Milchschorf und Juckflechte).

## Schriften
- Ein Beitrag zu den Vaginalcysten. Dissertation. Druck von Schmidt & Klaunig, Kiel 1902.
- Ueber die Höhensonnenbehandlung des Lupus und anderer tuberkulöser Erkrankungen der Haut. Julius Springer, Berlin 1915.
- Die biologischen Grundlagen der Ultraviolett-Therapie. Sollux-Verlag, Hanau; Urban & Schwarzenberg, Berlin / Wien 1924.
- Hautkrankheiten. In: Fachbücher für Ärzte. Band 12. Julius Springer, Berlin 1926.
- zusammen mit Philipp Keller, Alfred Marchionini: Diagnose und Therapie der Hauttuberkulose in der Praxis. In: Tuberkulose-Bibliothek, 35. Barth, Leipzig 1930.
- zusammen mit Alfred Marchionini: Asthma-Ekzem, Asthma-Prurigo und Neurodermitis als allergische Hautkrankheiten. In: Würzburger Abhandlungen aus dem Gesamtgebiet der Medizin 1932, 27, 10. Kabitzsch, Leipzig.
- Allergie und Praxis, eine Einführung in die Allergielehre für Aerzte und Studierende. Julius Springer, Berlin / Göttingen /  Heidelberg 1950.
- Praktikum der allergischen Krankheiten für Aerzte und Studierende. Barth, Leipzig 1958.
- Erlebte Geschichte der Dermatologie. [s.n.], Berlin 1964.
- Vom Seewesen und Seehandel in der Antike. Eine Studie aus maritim-militärischer Sicht. B. R. Grüner, Amsterdam 1968.